# Anthurium ochreatum
Anthurium ochreatum är en kallaväxtart som beskrevs av Luis Aloysius, Luigi Sodiro. Anthurium ochreatum ingår i släktet Anthurium och familjen kallaväxter. Inga underarter finns listade.